# Ura e Mesit

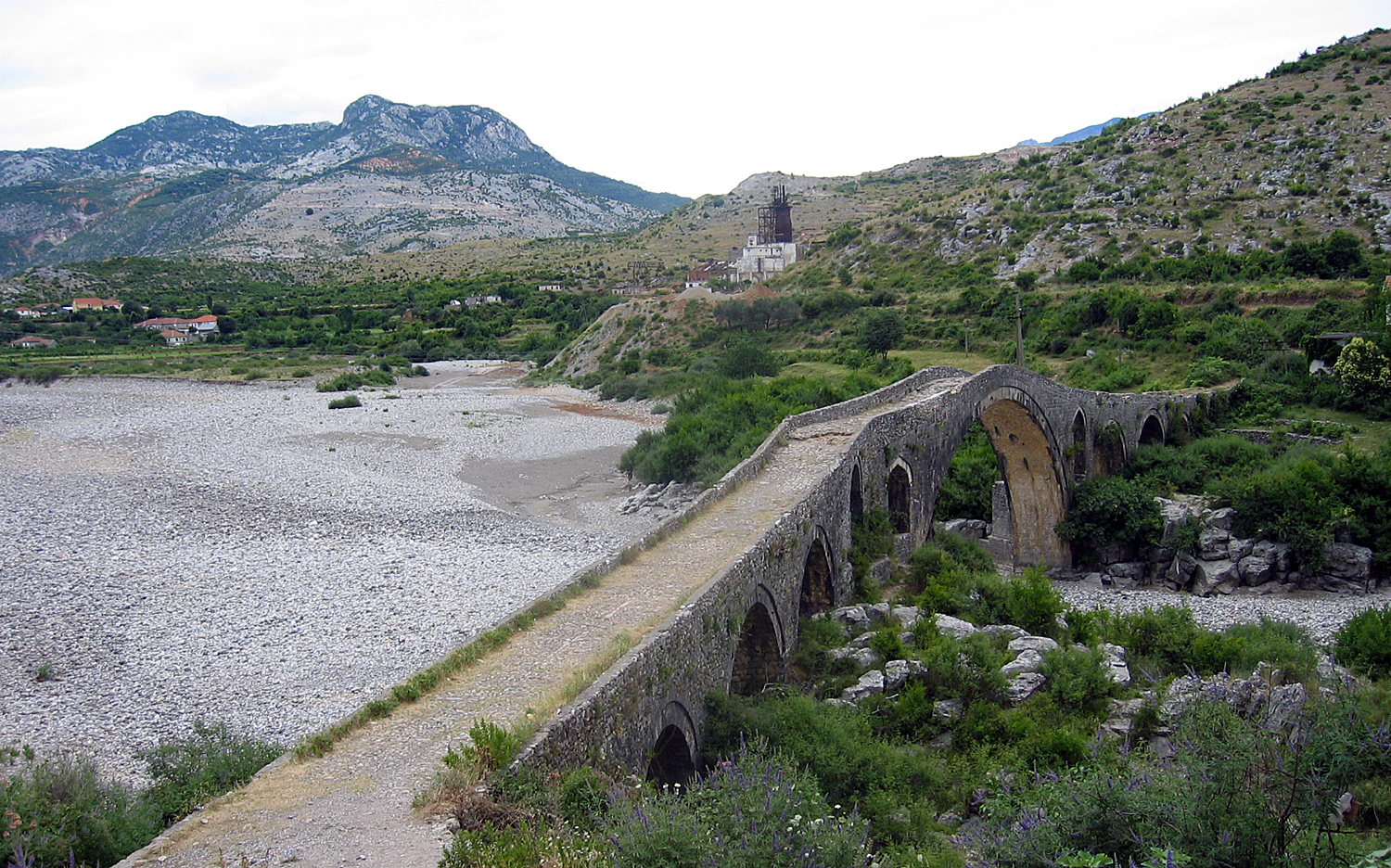
Ansicht von Westen mit ausgetrocknetem Flusslauf

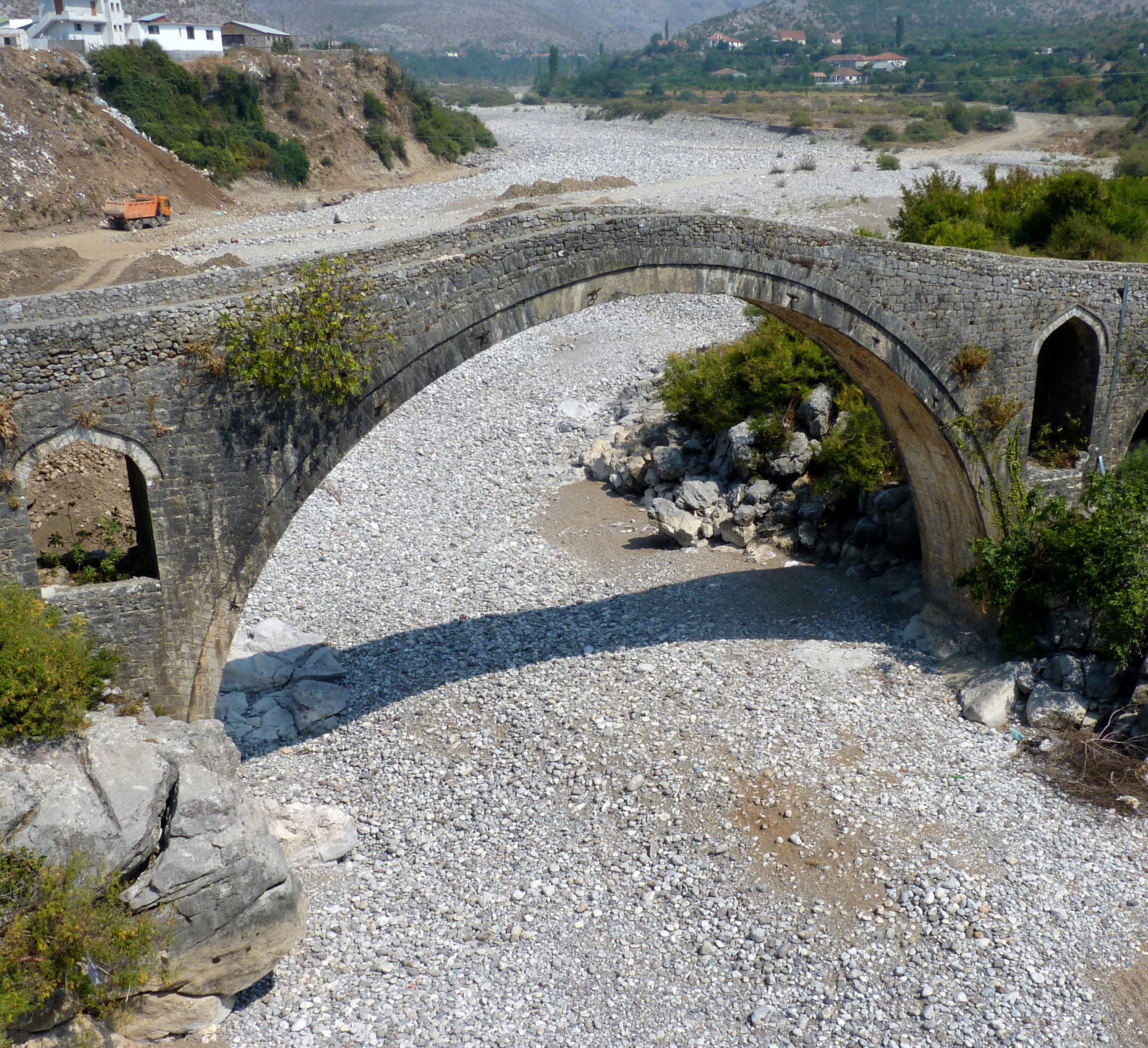
Hauptbogen

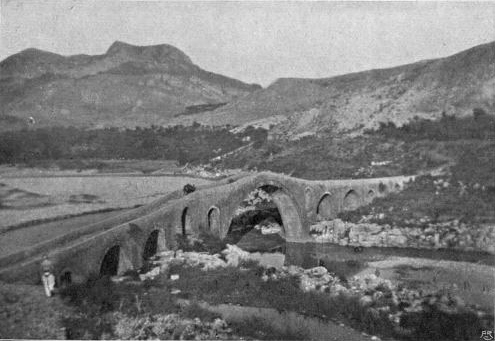
Aufnahme von 1906

Die Ura e Mesit (Brücke von Mes) ist eine ottomanische Bogenbrücke in Nordalbanien rund acht Kilometer östlich von Shkodra. Die vermutlich im 18. Jahrhundert erbaute Brücke überquert den Fluss Kir, der hier aus den Bergen in die Küstenebene rund um Shkodra tritt. Aufgrund ihrer Länge gilt sie als bedeutendste und am besten erhaltene türkenzeitliche Brücke in Albanien.
Die Ura e Mesit ist 108 Meter lang und besteht aus 15 Bögen. Ihre Breite beträgt 3,4 Meter. Der mittlere Bogen ist bis zu 18 Meter hoch. Seine Breite wird unterschiedlich mit zwölf und 21 Metern respektive 21,5 Metern angegeben, wobei letzterer Wert den Proportionen der Brücke und der Höhe des Bogens eher entsprechen dürfte. Etwa fünf Meter nördlich des Hauptbogens knickt die Brücke leicht ab. Drei Bögen links und rechts des Hauptbogens sind keine typischen Rundbögen, sondern spitz zulaufende Fenster im Mauerwerk.
Die Brücke war Teil einer Handelsroute, die von Shkodra entlang des südlichen Rands der Albanischen Alpen nach Kosovo führte – ein Weg, den schon die Römer benutzten und der noch bis 1944 mit Maultieren begangen wurde. Sie verband zudem Shkodra mit dem jenseits des Flusses auf einem Hügel gelegenen mittelalterlichen Städtchen Drivastum (albanisch Drisht).
Wegen ihrer Ähnlichkeit mit anderen Bauten wird vermutet, dass die Brücke am Ende des 18. Jahrhunderts vom Shkodraner Pascha Mehmed Bushati erbaut wurde, der damals diverse Straßen ausbessern ließ. Damals ging es den Städten in Nordalbanien und Westkosovo wirtschaftlich gut, was den Bau einer solch „monumentalen Brücke“ erlaubte. Es könnte auch sein, dass Bushati lediglich eine ältere Brücke aus dem 17. Jahrhundert oder sogar einen venezianischen Bau aus dem 15. Jahrhundert erneuern ließ, respektive dass eine ältere, steilere Brücke auf beiden Seiten mit Art Rampen verlängert wurde, um auch bei Hochwasser den Fluss passieren zu können.
Ihren Namen hat die Brücke vom kleinen Dorf Mes am Südufer des Kir. Eine Betonbrücke 50 Meter südlich und eine Industrieruine etwas weiter das Tal hoch beeinträchtigen den Blick auf das Kulturdenkmal. 
Im kommunistischen Albanien war die Ura e Mesit ein oft besuchtes Touristenziel, weswegen gleich bei ihrem östlichen Ende ein Café erbaut wurde, das heute verfallen ist. 2010 wurde der Zugang zur Brücke insbesondere auf der Westseite erneuert – was früher wie viele albanische Flussufer mehr einer Müllhalde glich, ist seither eine gepflegte Anlage mit Informationstafeln. Im Dorf am Westufer gibt es heute auch mehrere private Cafés.